# Distretto di Pursaklar
Il distretto di Pursaklar (in turco Pursaklar ilçesi) è uno dei distretti della provincia di Ankara, in Turchia.